# 算数阶层
算术阶层是递归论或可计算性理论中的概念，将自然数的子集按照定义它们的公式的复杂度分类。

## 定义

### 按公式定义
设 {\displaystyle \phi (x)} 为自然数的语言中的公式，定义 {\displaystyle \phi } 为 {\displaystyle \Delta _{0}} 公式当且仅当 {\displaystyle \phi } 中的所有量词都是有界量词（即形如 {\displaystyle \exists n<t} 或 {\displaystyle \forall n<t} 的量词，其中 {\displaystyle t} 为该语言中的项）。
定义 {\displaystyle \phi (x)} 为 {\displaystyle \Sigma _{1}^{0}} 公式当且仅当 {\displaystyle \phi (x):=\exists n\,\theta (n,x)}，其中 {\displaystyle \theta } 为 {\displaystyle \Delta _{0}}；定义 {\displaystyle \phi } 为 {\displaystyle \Pi _{1}^{0}} 公式当且仅当 {\displaystyle \phi (x):=\forall n\,\theta (n,x)}，其中 {\displaystyle \theta } 为 {\displaystyle \Delta _{0}}。
更进一步定义 {\displaystyle \phi (x)} 为 {\displaystyle \Sigma _{n+1}^{0}} 公式当且仅当 {\displaystyle \phi (x):=\exists n\,\theta (n,x)}，其中 {\displaystyle \theta } 为 {\displaystyle \Pi _{n}^{0}} 公式；定义 {\displaystyle \phi (x)} 为 {\displaystyle \Pi _{n+1}^{0}} 公式当且仅当 {\displaystyle \phi (x):=\forall n\,\theta (n,x)}，其中 {\displaystyle \theta } 为 {\displaystyle \Sigma _{n}^{0}} 公式。
设 {\displaystyle A\subseteq \mathbb {N} }；若存在 {\displaystyle \Sigma _{n}^{0}} 公式定义 {\displaystyle A} 则称 {\displaystyle A} 为 {\displaystyle \Sigma _{n}^{0}} 集合，若存在 {\displaystyle \Pi _{n}^{0}} 公式定义 {\displaystyle A} 则称 {\displaystyle A} 为 {\displaystyle \Pi _{n}^{0}} 公式。（若有公式 {\displaystyle \phi } 与集合 {\displaystyle A}，使 {\displaystyle A=\{x\;\vert \;\mathbb {N} \vDash \phi (x)\}}，则称 {\displaystyle \phi } 定义 {\displaystyle A}。）

### 按可计算性定义
若集合 {\displaystyle A} 可以用图灵机（或任何等价的计算模型）计算得出，则称 {\displaystyle A} 为 {\displaystyle \Delta _{0}} 集合。若 {\displaystyle A} 为递归可枚举集合则称 {\displaystyle A} 为 {\displaystyle \Sigma _{1}^{0}} 集合，若 {\displaystyle A} 的补集 {\displaystyle \mathbb {N} \backslash A} 递归可枚举则称 {\displaystyle A} 为 {\displaystyle \Pi _{1}^{0}} 集合。这一定义实际上与上面给出的定义是等价的。
更高阶层的算术类可以通过波斯特定理与可计算性联系起来：设 {\displaystyle \mathbb {0} ^{(n)}} 为零不可解度的第 {\displaystyle n} 次图灵跳跃，则任何集合 {\displaystyle A} 是 {\displaystyle \Sigma _{n+1}^{0}} 集合当且仅当 {\displaystyle A} 可以用具备 {\displaystyle \mathbb {0} ^{(n)}} 的预言机递归枚举；任何集合是 {\displaystyle \Pi _{n+1}^{0}} 集合当且仅当其补集满足以上条件。

## 举例
- 所有递归集合都是 {\displaystyle \Delta _{0}} 集合、所有递归可枚举集合都是 {\displaystyle \Sigma _{1}^{0}} 集合（逆命题亦成立）。
- 停机集合（即所有停机的图灵机）是 {\displaystyle \Sigma _{1}^{0}} 集合，它在 {\displaystyle \Sigma _{1}^{0}} 类中是完全的。
- 所有有限递归可枚举集合的编号（记作 {\displaystyle \mathrm {Fin} }）是 {\displaystyle \Sigma _{2}^{0}}-完全集合（因此所有无限递归可枚举集合的编号是 {\displaystyle \Pi _{2}^{0}}-完全集合）。
- 所有 {\displaystyle \Sigma _{1}^{0}}-完全集合作为递归可枚举集合的编号是 {\displaystyle \Sigma _{3}^{0}}-完全集合。